# Чаусівська сільська рада
Чау́сівська сільська́ ра́да — орган місцевого самоврядування в Первомайському районі Миколаївської області. Адміністративний центр — село Чаусове.

## Загальні відомості
- Населення ради: 721 особа (станом на 2001 рік)

## Населені пункти
Сільській раді підпорядковані населені пункти:
- с. Чаусове

## Склад ради
Рада складається з 14 депутатів та голови.
- Голова ради: Рибак Геннадій Феліксович
- Секретар ради: Смуток Наталія Володимирівна

### Керівний склад попередніх скликань
| Прізвище, ім'я, по батькові | Основні відомості                                                         | Дата обрання | Дата звільнення |
| --------------------------- | ------------------------------------------------------------------------- | ------------ | --------------- |
| Рибак Генадій Феліксович    | Сільський голова, 1967 року народження, член Народної партії              | 26.03.2006   | 31.10.2010      |
| Рибак Геннадій Феліксович   | Сільський голова, 1967 року народження, освіта вища, член Народної партії | 31.10.2010   |                 |

Примітка: таблиця складена за даними сайту Верховної Ради України

### Депутати
За результатами місцевих виборів 2010 року депутатами ради стали:

#### За суб'єктами висування
| Суб'єкт висування                 | Кількість обраних депутатів | %    |
| --------------------------------- | --------------------------- | ---- |
| Партія регіонів                   | 6                           | 42,9 |
| Самовисування                     | 6                           | 42,9 |
| Політична партія «Сильна Україна» | 2                           | 14,3 |

#### За округами
| № округу                          | Прізвище, ім'я, по батькові      | Дата визнання обраним | Освіта             | Партійна приналежність                  | Відомості про обраного депутата                                 |
| --------------------------------- | -------------------------------- | --------------------- | ------------------ | --------------------------------------- | --------------------------------------------------------------- |
| Партія регіонів                   |                                  |                       |                    |                                         |                                                                 |
| 2                                 | Сарадинська Надія Василівна      | 04.11.2010            | середня            | член Партії регіонів                    | ВАТ «Фенікс», пташниця                                          |
| 3                                 | Павлюковська Антоніна Григорівна | 04.11.2010            | вища               | член Партії регіонів                    | Чаусівська НВК № 1, вчитель                                     |
| 8                                 | Попова Людмила Миколаївна        | 04.11.2010            | середня спеціальна | член Партії регіонів                    | одноосібник                                                     |
| 10                                | Нетреба Володимир Іванович       | 04.11.2010            | середня спеціальна | член Партії регіонів                    | тимчасово не працює                                             |
| 13                                | Смуток Наталя Володимирівна      | 04.11.2010            | вища               | член Партії регіонів                    | Чаусівська сільська Рада, секретар                              |
| 14                                | Хапілена Оксана Юріївна          | 04.11.2010            | середня            | член Партії регіонів                    | Чаусівське поштове відділення, зав                              |
| Політична партія «Сильна Україна» |                                  |                       |                    |                                         |                                                                 |
| 4                                 | Король Інна Леонідівна           | 04.11.2010            | вища               | член Політичної партії «Сильна Україна» | Первомайський науково-технічний Центр молоді та учнів, методист |
| 7                                 | Кулібаба Сергій Анатолійович     | 04.11.2010            | середня            | член Політичної партії «Сильна Україна» | ДГ «Вікторія», машиніст                                         |
| Самовисування                     |                                  |                       |                    |                                         |                                                                 |
| 1                                 | Дяченко Яна Володимирівна        | 04.11.2010            | середня            | позапартійна                            | тимчасово не працює                                             |
| 5                                 | Андрющак Тетяна Володимирівна    | 04.11.2010            | середня спеціальна | позапартійна                            | Чаусівська НВК № 1, технічка                                    |
| 6                                 | Поліщук Ольга Анатоліївна        | 04.11.2010            | середня спеціальна | позапартійна                            | тимчасово не працює                                             |
| 9                                 | Даниленко Петро Олександрович    | 04.11.2010            | середня            | позапартійний                           | ФГ «Мрія», голова                                               |
| 11                                | Кравчук Ірина Володимирівна      | 04.11.2010            | середня спеціальна | член Комуністичної партії України       | тимчасово не працює                                             |
| 12                                | Смуток Сергій Сергійович         | 04.11.2010            | середня            | позапартійний                           | ТОВ «Ноковсон», водій                                           |